# Нойфра
Нойфра (нім. Neufra) — громада в Німеччині, знаходиться в землі Баден-Вюртемберг. Підпорядковується адміністративному округу Тюбінген. Входить до складу району Зігмарінген.
Площа — 28,39 км2. Населення становить 1830 ос. (станом на 31 грудня 2020).

## Географія

### Адміністративний поділ
Громада складається з таких районів:
| Герб          | Назва          | Населення (Станом на: 31 грудня 2010) | Площа |
| ------------- | -------------- | ------------------------------------- | ----- |
| Neufra        | Нойфра (центр) | 1602                                  | ?     |
| Freudenweiler | Фройденвайлер  | 249                                   | ?     |

## Галерея

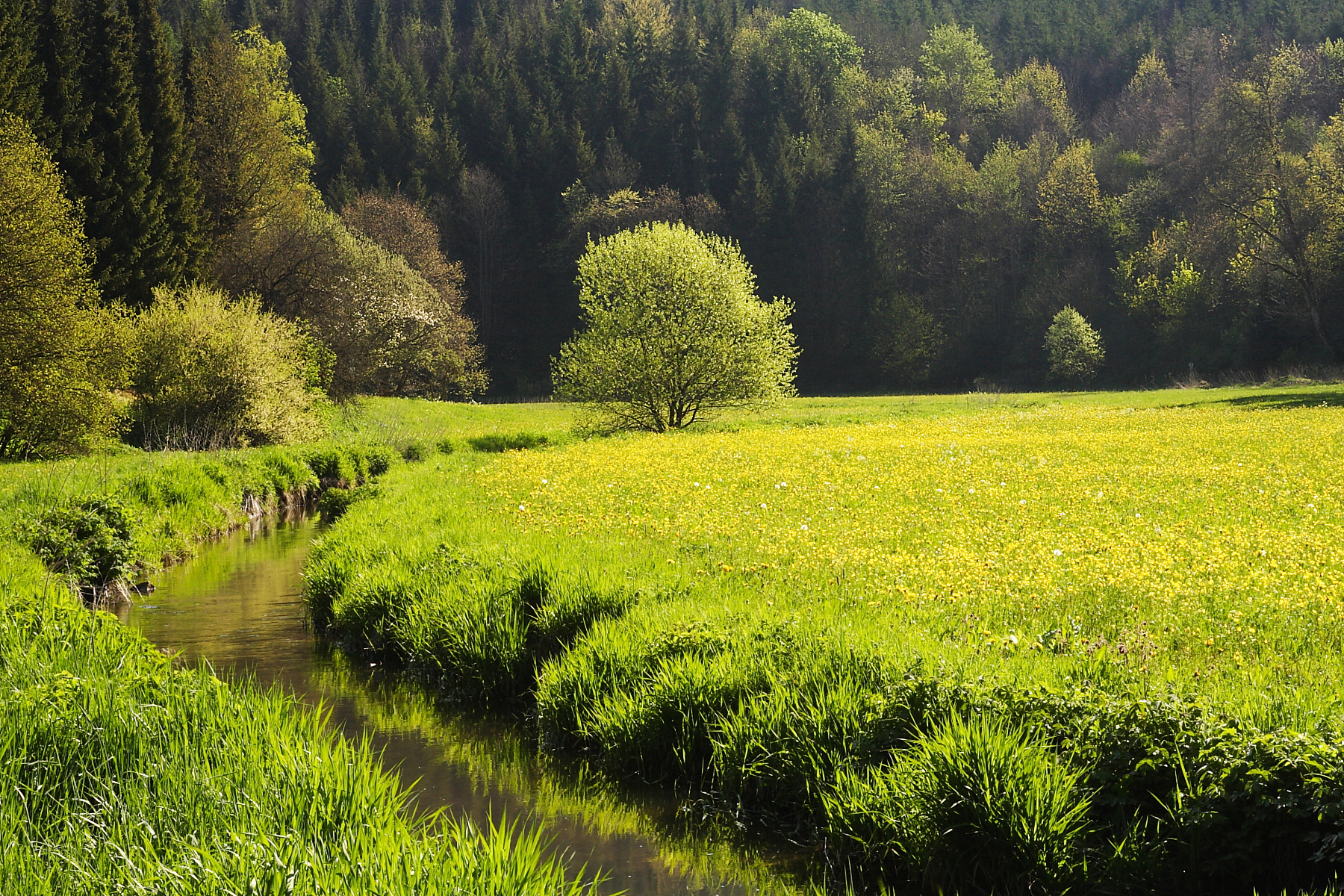